# Kuanzhuang Zhen
Kuanzhuang Zhen (kinesiska: 款庄, 款庄镇) är en köping i Kina. Den ligger i provinsen Yunnan, i den sydvästra delen av landet, omkring 43 kilometer norr om provinshuvudstaden Kunming.
Genomsnittlig årsnederbörd är 886 millimeter. Den regnigaste månaden är juni, med i genomsnitt 181 mm nederbörd, och den torraste är januari, med 10 mm nederbörd.